# 稲吉靖司
稲吉 靖司（いなよし やすし、1933年10月18日 - ）は、日本の俳優。旧芸名：稲吉 靖（読みは同じ）。
東京市（現：東京都）中野区野方出身。

## 略歴
明治大学商学部卒業。東京コドモサークル、劇団こけし座、劇団山王、衣笠プロ、東映、三木事務所、天知プロダクション を経て、エヌ・エー・シー、中里事務所 に所属していた。

## 人物
- 1954年に劇団山王を設立に参加[2]。
- 現在は劇団東俳東京校で、演技・時代劇の講師を受け持っている。
- 友人は毒蝮三太夫。
- 声種はバリトン[5]。
- 趣味・特技はボクシング[1]、スケート[5]。

## 出演作品

### 映画
- 青い真珠（1951年、東宝）
- 七人の侍（1954年、東宝）
- たけくらべ（1955年、新東宝） - 丑松
- 恐喝（1958年、東宝） - 江川（昭東工業）
- 人も歩けば（1960年、東宝） - 大久保
- 幽霊繁盛記（1960年、東宝） - 梅吉
- 東京新撰組（1961年、東映） - ファンキーの秀
- 特ダネ三十時間 危険な恋人（1961年、東映）
- 万年太郎と姐御社員（1961年、東映） - 佐々木
- 皮ジャン・ブルース（1961年、東映） - 男B
- 赤いネオンに霧が降る（1961年、東映） - 中島
- 喜劇 駅前競馬（1966年、東宝） - 白馬
- 続・組織暴力（1967年、東映） - 村上
- 懲役十八年（1967年、東映） - 中年の男

### テレビドラマ
- この青年に（1962年、TBS）
- 七人の刑事 第1シリーズ 第90話「暗い道」（1963年、TBS）
- 青年同心隊 第3話「虹を追っかけろ」（1964年、TBS）- 新造
- 忍者部隊月光 第57話「ゴールド・ガン作戦 -後篇- 」（1965年、CX / 国際放映） - 辰
- 特別機動捜査隊（NET / 東映）
  - 第179話「修学旅行」（1965年）
  - 第703話「禁じられた詩」（1975年） - 遠藤
- ウルトラマン 第12話「ミイラの叫び」（1966年、TBS / 円谷プロ） - 原田（科学センター警備員）※稲吉靖名義
- 快獣ブースカ 第16話「氷河時代をふきとばせ!」（1967年、NTV / 東宝 / 円谷プロ） - 丸の湯番頭
- 秘密指令883  第3話「聖徳太子が二人いた」（1967年 - 1968年、フジテレビ）
- コメットさん（TBS）
  - 第2話「ママ夢をもって」（1967年） - 花屋
  - 第51話「ふしぎなふしぎな笹舟」（1968年） - 露天商
- キャプテンウルトラ 第20話「スペクトル怪獣シャモラーあらわる!!」（1967年、TBS / 東映） - イワフジ博士
- 怪奇大作戦（TBS / 円谷プロ）※稲吉靖名義
  - 第3話「白い顔」（1968年） - 岡田
  - 第26話「ゆきおんな」（1969年） - 野田明（強盗犯）
- キイハンター（TBS / 東映）
  - 第21話「拳銃あねご潜入作戦」（1968年）
  - 第76話「日本アパッチ族大酋長」（1969年）
  - 第79話「馬鹿をかついで珍道中」（1969年）
  - 第89話「国際殺人銀行 奇襲作戦」（1969年）
  - 第175話「真夏の海底 黄金大作戦」（1971年）
  - 第223話「幽霊たちの海底納涼大会」（1972年）
- 銭形平次 (大川橋蔵)
  - 第123話「海鳴りの狼火」（1968年） - 宗吉
  - 第168話「紫陽花は知っている」（1969年） - 久造
  - 第195話「江戸っ子長屋」（1970年） - 茂十
  - 第536話「狼の罠」（1976年） - 伝次
  - 第694話「狙われた八五郎」（1979年） - 叶屋の男
- NHK劇場 / 三十六人の乗客（1969年、NHK）
- フジ三太郎 第23話「春が来た、何処に来た?」（1969年、TBS / 国際放映） - 三太郎の同僚
- 水戸黄門（TBS / C.A.L）
  - 第1部 第13話「追いつめられて -境港-」（1969年10月27日） - 軍太夫
  - 第2部 第5話「身替り花婿 -米沢-」（1970年10月26日）- 子分
  - 第8部 第7話「助さんの身替り亭主-掛川-」（1977年8月29日） - 吉平
  - 第10部 第15話「京の都の悪退治 -京-」（1979年11月19日） - 徳次
  - 第13部 第8話「悲願を秘めた蜆売り -吉田-」（1982年12月6日） - 利助
  - 第15部 第34話「女壺振り 仇討ち悲願 -松井田-」（1985年9月16日） - 長次
  - 第21部 第1話「悪鬼が巣喰う岡崎城 -水戸・岡崎-」（1992年4月6日）
  - 第25部 第2話「恵みの夫婦海苔 -君津-」（1996年12月6日） - 三次
  - 第26部 第8話「愛する夫は蘭語好き -佐伯-」（1998年4月6日） - 六造
  - 第37部 第6話「家族涙の隠し金山 -佐渡-」（2007年5月14日） - 九兵衛
- 女殺し屋 花笠お竜（12ch / 国際放映）
  - 第6話「殺人街道に花が舞う」（1969年）
  - 第23話「女ごころを酒が呼ぶ」（1970年）
- 素浪人 花山大吉（NET / 東映）
  - 第29話「腹の虫が怒っていた」（1969年） - 下男
  - 第71話「女房にフラれるバカもいた」（1970年） - 勘太
- 鬼平犯科帳（NET / 東宝）
  - 第1シリーズ
    - 第4話「蛇の眼」（1969年）- 伊兵次
    - 第25話「男の毒」（1970年）- 直吉
    - 第38話「敵（かたき）」（1970年） - 千次郎

  - 第2シリーズ 第13話「雨乞い庄右衛門」（1971年） - 与平
- フラワーアクション009ノ1 （1969年、CX / 東映）
  - 第6話「宇宙ロケットを奪回せよ」 - 敵組織のメンバー
  - 第13話「君は可愛いボクのニャロメ」 - 黒沢
- 五番目の刑事 第25話「さらば!わが街新宿」（1970年、NET / 東映） - 川口
- プレイガール（12ch / 東映）
  - 第52話「鉄火肌けんか仁義」（1970年） - 早耳小吉
  - 第60話「女の火遊び」（1970年） - 宮沢
  - 第84話「新幹線殺人事件」（1970年）
  - 第91話「酔いどれ裸仁義」（1970年）
  - 第174話「怪談 あの世から来た三度笠 」（1972年） - 杉村
  - 第211話「亭主の殺し方教えます」（1973年） - 弓削正夫
  - 第249話「女の体は非常ベル」（1974年） - 平田
  - 第282話「女の腕だめし」（1974年） - 平川洋士
- 紅つばめお雪 第13話「みんなで仇討ち」（1970年、NET）
- 日本怪談劇場 第13話「怪談 雪女」（1970年、12ch）- 源太
- 遠山の金さん捕物帳（NET / 東映）
  - 第12話「明日をだました女」（1970年） - 栄次
  - 第78話「赤ちゃんを盗んだ男」（1972年） - 栄次
  - 第101話「命を運ぶ男」（1972年） - 源十
- 軍兵衛目安箱 第14話「誰も知らない女」（1971年、NET / 東映） - 伊太吉
- 一心太助 第16話「銭ゲバ親子奮闘記」（1972年、CX）- 稲吉※稲吉靖名義
- どっこい大作 第28話 - 第42話、第44話（1973年、NET） - おかね
- 伝七捕物帳（1973年 - 1977年、NTV / ユニオン映画） - ちょろ松
- ご存知遠山の金さん 第31話「泣くな伝助」（1974年、NET / 東映）
- 水もれ甲介（1974年、NTV / ユニオン映画） - 私立探偵
- 破れ傘刀舟悪人狩り 第3話「八州狼狩り」（1974年、NET / 三船プロ） - 興吉
- 俺たちの勲章 第12話「海を撃った日」（1975年、NTV / 東宝）- 巡査
- 太陽にほえろ!（NTV / 東宝）※一部の回は稲吉靖名義
  - 第162話「したたかな目撃者」（1975年） - 大友
  - 第260話「宝くじ」（1977年） - 市川三郎
  - 第370話「恐怖の食卓」（1979年） - 新宿光ヶ丘コーポ管理人
  - 第412話「似顔絵」（1980年） - タクシー運転手
  - 第433話「金髪のジェニー」（1980年） - 情報屋
  - 第443話「あなたは一億円欲しくありませんか」（1981年） - 佐野（日通警備保障社員）
  - 第459話「サギ師入門」（1981年） - 駅員
  - 第526話「井川刑事着任!」（1982年） - 矢追公園駅の駅員
  - 第552話「或る誤解」（1983年） - タクシー運転手
  - 第563話「たすけて!」（1983年） - 吉本
  - 第601話「アイドル」（1984年） - 池内
  - 第707話「いつか見た、青い空」（1986年） - 置き引き犯
  - 太陽にほえろ!PART2 第9話「見知らぬ侵入者」（1987年） - 浮浪者
- 大江戸捜査網（12ch→TX / 三船プロ）
  - 第204話「替え玉脱獄作戦」（1975年）
  - 第283話「命を賭けたいかさま稼業」（1977年）  - 仙七
  - 第344話「姉妹芸者涙の仇討ち」（1978年） - 平助
  - 第383話「女風呂殺人事件」（1979年） - 駒八
  - 第453話「美女誘拐螢火の罠」（1980年）
  - 第472話「悪夢に怯える女」（1980年）
  - 第509話「神隠しに泣く新妻」（1981年）
  - 第524話「お命買います替え玉屋」（1981年） - 北村
  - 第597話「悪徳人妻市場 裏切りの情事」（1983年） - 弥七
  - 第603話「泣くな妹よ! 岡っ引行進曲」（1983年） - 次郎吉
  - 第633話「涙の再会! 素浪人はぐれ唄」（1984年） - 藤吉
  - 新 大江戸捜査網（1984年）
    - 第3話「からくり極悪絵図」 - 勘兵衛
    - 第6話「女隠密やわ肌勝負」 -  岡ッ引
    - 第19話「夜霧の津軽三味線」 - 勘兵衛
- 気まぐれ天使 第17話「げに恐ろしきは……」（1977年、NTV / ユニオン映画） - ナンパ師
- 江戸を斬るIII 第14話「嫁も姑も意地つ張り」（1977年、TBS / C.A.L） - 権六
- 華麗なる刑事 第14話「雨の月曜日」（1977年、CX / 東宝） - アキラの父親
- 破れ奉行 第26話「仁義なき暗黒街」（1977年、ANB / 中村プロ） - 半次
- 達磨大助事件帳（1977年、ANB / 前進座 / 国際放映） - 高見東馬
- 若さま侍捕物帳 第6話「参上!!寄席ばやし」（1978年、ANB） -　浪曲家・辰丸
- 新幹線公安官（ANB / 東映） 第2シリーズ 第22話「華やかな斜面」（1978年）
- 伝七捕物帳（1979年、ANB） - きょろ松
- 大岡越前（TBS / C.A.L）
  - 第5部（1978年）
    - 第2話「すり替えられた薬」 - 竹三
    - 第26話「目黒に消えた公方様」 - 六造

  - 第6部 第21話「心の病の荒療治」（1982年7月26日） - 文七
  - 第7部 第13話「目撃者はお高祖頭巾の女」（1983年7月18日） - 定次
  - 第8部 第11話「十手に隠れた悪企み」（1984年10月1日） - 常
  - 第9部 第8話「恋しい父は逃亡者」（1985年12月16日） - 常吉
  - 第10部 第20話「親不孝息子の敵討ち」（1988年7月11日） - 又平
- 暴れん坊将軍シリーズ（ANB / 東映）
  - 吉宗評判記 暴れん坊将軍
    - 第16話「対決! 花の吉原」（1978年） - 捨松
    - 第180話「説教しながら盗む男」（1981年） - 久六
    - 第194話「名もなく貧しき母子草」（1982年） - 文七

  - 暴れん坊将軍II
    - 第25話「叶わぬ夢のふたり酒」（1983年） - 伊助
    - 第58話「泣いて馬謖の怨み節」（1984年） - 鮫三
    - 第160話「地獄行き、母が担いだ玉の輿!」（1986年） - 卯助

  - 暴れん坊将軍III 第106話「秩父 はたおり唄」（1990年） - 松五郎
  - 暴れん坊将軍IV
    - 第6話「天晴れ!孝行息子に名裁き」（1991年） - 平八
    - 第39話「乙女の祈り お手つき志願!?」（1992年） - 女衒の六
    - 第74話「献上雪が飛び散った」（1992年） - 金沢軍兵衛

  - 暴れん坊将軍V
    - 第4話「盗賊は炎の中に消えた」（1993年） - 仁兵衛
    - 第42話「木枯しも泣く迷子石」（1994年） - 弥市

  - 暴れん坊将軍VI
    - 第9話「お婆よ泣くな江戸の雪」（1994年） - 巳之助
    - 第42話「黄金地蔵が呉れたお母ちゃん」（1995年） - 権三
- 同心部屋御用帳 江戸の旋風IV 第19話「純情わらじばき」（1979年、CX / 東宝） - 久六
- 江戸の激斗 第23話「遊撃隊、内部の敵!?」（1979年、CX / 東宝） - 多吉
- そば屋梅吉捕物帳 第25話「地獄の底で笑う奴」（1980年、12ch / 国際放映） - 仙太
- 猿飛佐助 第3話「甲賀忍法 火遁の術」（1980年、NTV） - 金平
- 鬼平犯科帳（ANB / 東宝）
  - 第1シリーズ 第15話「影法師」（1980年）
  - 第3シリーズ 第25話「本門寺暮色」（1982年） - 紋造
- 大捜査線 第25話「可愛いあの娘が死んだ」（1980年、CX / ユニオン映画）
- 旅がらす事件帖 第12話「風が呼ぶ佐渡路の宝」（1980年、KTV） - 小兵衛
- 長七郎天下ご免! 第58話「晴れ舞台 姉弟しぐれ」（1981年、テレビ朝日）- 甚太
- 新・女捜査官 第7話「刑事の初恋は夫殺しの美女!?」（1983年、ABC / テレパック）
- 暴れ九庵 第3話「女の指・その愛」（1984年、KTV / 東宝） - 卯之介
- 西田敏行の泣いてたまるか 第8話「父ちゃんはタクシードライバー」（1986年、TBS / 国際放映、東阪企画）
- 金曜女のドラマスペシャル / 山村美紗サスペンス・小野小町殺人事件（1986年、CX） - 竹内（タクシー運転手）
- あぶない刑事 第15話「説得」（1987年、NTV / セントラルアーツ） - スナック・ルイのマスター
- 名奉行 遠山の金さん（ANB / 東映）
  - 第1シリーズ 第16話「花嫁衣裳が泣いた」（1988年） - 勘助
  - 第2シリーズ 第10話「誤審? 殺人犯の妹」（1989年）- 池松
  - 第4シリーズ 第11話「殺人者は振り袖の美女」（1992年） - まむしの権八
  - 第5シリーズ 第4話「無実の罪に泣く女」（1993年） - 岡田豊蔵
- 幕府お耳役檜十三郎 第5話「五万石争奪!踊る密書」（1991年、松竹 / TX）
- 月曜ドラマスペシャル 恥ずかしながら私、社長です（1996年、TBS / 国際放映）
- はるちゃん3（1999年、THK / 国際放映）
- 土曜ワイド劇場 捜査回避「再婚したい女が殺されて容疑は私に…」（2002年、ANB） - 沢俊夫

### 吹き替え
- ミステリー・ゾーン シーズン3 #6（クリスト〈アントニー・カーボーン〉）

### ラジオドラマ
- 次郎物語（1954年）

### 舞台
- 油屋おこん
- 大石内蔵助
- 風の折笠鶴
- 弁天小僧
- 明治おんな橋
- ペコロスの母に会いに行く（2018年 - 2019年）